# Issac e la Torreta
Yssac-la-Tourette és un municipi d'Alvèrnia-Roine-Alps, al nord d'Occitània. Administrativament, pertany al departament francès del Puèi Domat.